# Таш-Чишма (Башкортостан)
Таш-Чишма (баш. Ташшишмә) — деревня в Шаранском районе Республики Башкортостан Российской Федерации. Входит в состав Нижнезаитовского сельсовета.

## География

### Географическое положение
Расположена на левом берегу речки Ташчишма. Расстояние до:
- районного центра (Шаран): 40 км,
- центра сельсовета (Нижнезаитово): 10 км,
- ближайшей ж/д станции (Туймазы): 40 км.

## История
Возникла в советское время. Основана в мае 1919 года. Обозначена на карте 1987 года как деревня с населением около 30 человек.
В 1989 году население — 26 человек (11 мужчин, 15 женщин).
В 2002 году — 19 человек (8 мужчины, 11 женщины), татары (100 %).
В 2010 году — 10 человек (3 мужчины, 7 женщин).

## Население
| 2002 | 2009 | 2010 |
| ---- | ---- | ---- |
| 19   | ↘8   | ↗10  |